# Václav Karel Holan Rovenský
Václav Karel Holan Rovenský (* 1644 in Rovensko pod Troskami; † 27. Februar 1718 auf Burg Valdštejn bei Sedmihorek) war ein tschechischer Komponist.
Holan besuchte vermutlich die Jesuitenschule in Jičín. Er wirkte dann als Organist und Kapellmeister in Rovensko, Turnov und Dobrovice. 1674 reiste er nach Rom, um an der Prozession zur Eröffnung des Jubeljahres teilzunehmen.
Um 1680 wurde Holan Organist und Dirigent auf dem Prager Vyšehrad. Hier entstanden eine Johannes- und eine Matthäuspassion (1690 und 1692) sowie ein Kantional (Capella Regia Musicalis, 1693–94) mit mehreren hundert Melodien.
1694 zog sich Holan als Einsiedler in die Ruine der Burg Valdštejn zurück, wo er 1718 verstarb.